# 河上だいしろう
河上 だいしろう（かわかみ だいしろう、1988年11月22日 - ）は、日本の漫画家。京都府出身。京都精華大学マンガ学部ストーリーマンガコース卒業。別名義に河上 大志郎がある。

## 来歴
小さいころから絵を描くことが好きだった。京都出身で兄2人、姉1人がいる4人きょうだいの末っ子。父親の仕事の都合によって小学2年生まで京都、小学3年生から高校3年生まで愛媛県松山市で過ごす。中学、高校とハンドボール部に所属していた。
京都精華大学に進学し、現在も京都に住んでいる。猫を二匹飼っており、白猫が「こしあん」、黒猫が「つぶあん」と名付けている。BUMP OF CHICKENのファン。
2011年に第65回ちばてつや賞ヤング部門に応募した「そんなもん」は優秀新人賞を受賞している。
2015年4月11日には『オトノバ』の完結を記念して、大阪・難波Meleにてライブイベントを開催。
2017年8月29日、河上がTwitterやInstagramで発表した『シガレット&チェリー』を『チャンピオンクロス』（秋田書店）で連載開始。
2020年1月にOVA『フラグタイム』の追加上映が決定した際には、河上も推薦コメントを寄せている。

## 作品リスト
特記がない限り、河上だいしろう名義。
- 『オトノバ』講談社〈ヤンマガKCスペシャル〉全3巻（『週刊ヤングマガジン』2014年36・37合併号[7] - 2015年12号[8]） - 河上大志郎名義。
- 『Lightning anchor』スクウェア・エニックス〈ヤングガンガンコミックス〉全2巻（『ヤングガンガン』2016年8号[9] - 2017年1号） - 河上大志郎名義。
- 『シガレット&チェリー』秋田書店〈チャンピオンREDコミックス〉全11巻（『チャンピオンクロス』2017年8月29日[5] - 2018年7月3日→『マンガクロス』2018年7月10日[10] - 2020年9月10日）
- 『ガウちゃんといっしょ』双葉社〈アクションコミックス〉全4巻（『漫画アクション』2017年18号[11] - 2018年23号）
- 『煙むすび 河上だいしろう短編集』秋田書店〈チャンピオンREDコミックス〉、2019年9月20日発売[12]、ISBN 978-4-253-23938-7
- 『三十路病の唄』芳文社〈芳文社コミックス〉全7巻（『コミックトレイル』2021年6月27日[13] - 2023年5月26日）
- 『相席いいですか？』集英社〈ヤングジャンプ コミックス〉既刊6巻（『週刊ヤングジャンプ』2023年50号[14] - ）